# Зубной налёт
Зубной налёт (иногда используется термин «зубная бляшка» как дословный перевод с аналогичного английского термина) — скопление бактерий в виде плёнки, образующееся на зубах (в том числе и здорового человека). Зубной налёт включает как аэробные, так и факультативно анаэробные бактерии и начинает образовываться уже через 1—2 часа после чистки зубов. Наиболее значимым для развития кариеса является стрептококк S.mutans.
Бактерии зубного налёта выделяют кислоту, но в первые часы она нейтрализуется слюной. А через несколько часов налёт становится толстым и плотным, слюна перестает проникать в него, и кислота начинает растворять эмаль зуба, что со временем приводит к оголению дентина и развитию кариеса, возможно возникновение зубного камня, пародонтоза.
Устойчивая структура зубного налёта обеспечивается липким матриксом (биоплёнкой), который защищает входящие в его состав бактерии от действия антибиотиков и других лекарств.

## Факторы, влияющие на процесс образования налёта
- Реакция среды (уровень pH).
- Характер питания.
- Меры, предпринимаемые для гигиены полости рта.

## Интересные факты
- Зубной налёт может образовываться на поверхности пломб.
- Состав налёта на зубах верхней и нижней челюсти различается.
- С течением времени количество и качество бактерий в налёте меняется. Если зубы были очищены от налёта несколько часов назад, бактерий мало (десятки тысяч в 1 г вещества) и они преимущественно аэробные, если прошло несколько суток — их много (до сотен миллиардов) и они по большей части анаэробные; данные факты подтверждают утверждение о том, что зубы стоит чистить часто и тщательно.
- Прогрессируя, зубной налёт создаёт условия для колонизации поверхности отдельных зубов и межзубного пространства бактериями, которые могут вызвать кариес.